# Cérizols
Cérizols est une commune française, située dans le nord-ouest du département de l'Ariège en région Occitanie. Sur le plan historique et culturel, la commune fait partie du Couserans, pays aux racines gasconnes structuré par le cours du Salat.
Exposée à un climat océanique altéré, elle est drainée par le Lens, le ruisseau de bidoune, le ruisseau de Bigot et par divers autres petits cours d'eau. Incluse dans le parc naturel régional des Pyrénées ariégeoises, la commune possède un patrimoine naturel remarquable composé de trois zones naturelles d'intérêt écologique, faunistique et floristique.
Cérizols est une commune rurale qui compte 140 habitants en 2022, après avoir connu un pic de population de 890 habitants en 1831. Ses habitants sont appelés les Cerizoliens ou Cerizoliennes.

## Géographie

### Localisation
- 1Carte dynamique
- 2Carte OpenStreetMap
- 3Carte topographique
- 4Carte avec les communes environnantes

La commune de Cérizols se trouve dans le département de l'Ariège, en région Occitanie.
Elle se situe à 48 km à vol d'oiseau de Foix, préfecture du département, à 17 km de Saint-Girons, sous-préfecture, et à 15 km de Saint-Lizier, bureau centralisateur du canton des Portes du Couserans dont dépend la commune depuis 2015 pour les élections départementales.
La commune fait en outre partie du bassin de vie de Cazères.
Les communes les plus proches sont : 
Belbèze-en-Comminges (2,9 km), Escoulis (3,1 km), Plagne (3,2 km), Fabas (4,3 km), Ausseing (4,4 km), Saint-Michel (4,7 km), Marsoulas (5,7 km), Betchat (5,7 km).
Sur le plan historique et culturel, Cérizols fait partie du Couserans, pays aux racines gasconnes structuré par le cours du Salat (affluent de la Garonne), que rien ne prédisposait à rejoindre les anciennes dépendances du comté de Foix.
Cérizols est limitrophe de six autres communes dont quatre dans le département de la Haute-Garonne.

### Communes limitrophes[6]
Située dans le Volvestre à 25 km en Petites Pyrénées au nord de Saint-Girons aux confins nord-ouest du département de l'Ariège, la commune est naturellement tournée vers la proche ville de Cazères, en Haute-Garonne, département dont elle est limitrophe.
Elle fait partie du parc naturel régional des Pyrénées ariégeoises.

### Géologie et relief
La commune est située dans le Bassin aquitain, le deuxième plus grand bassin sédimentaire de la France après le Bassin parisien. Les terrains affleurants sur le territoire communal sont constitués de roches sédimentaires datant du Cénozoïque, l'ère géologique la plus récente sur l'échelle des temps géologiques, débutant il y a 66 millions d'années. La structure détaillée des couches affleurantes est décrite dans les feuilles « n°1055 - Saint-Gaudens » et « n°1056 - Le Mas d'Azil » de la carte géologique harmonisée au 1/50 000ème du département de l'Ariège, et leurs notices associées,.
La superficie cadastrale de la commune publiée par l’Insee, qui sert de références dans toutes les statistiques, est de 14,34 km2,. La superficie géographique, issue de la BD Topo, composante du Référentiel à grande échelle produit par l'IGN, est quant à elle de 14,5 km2. Son relief est relativement accidenté puisque la dénivelée maximale atteint 278 mètres. L'altitude du territoire varie entre 309 m et 587 m.
La superficie de la commune est de 1 434 hectares ; son altitude varie de 309  à   587 mètres.

### Hydrographie

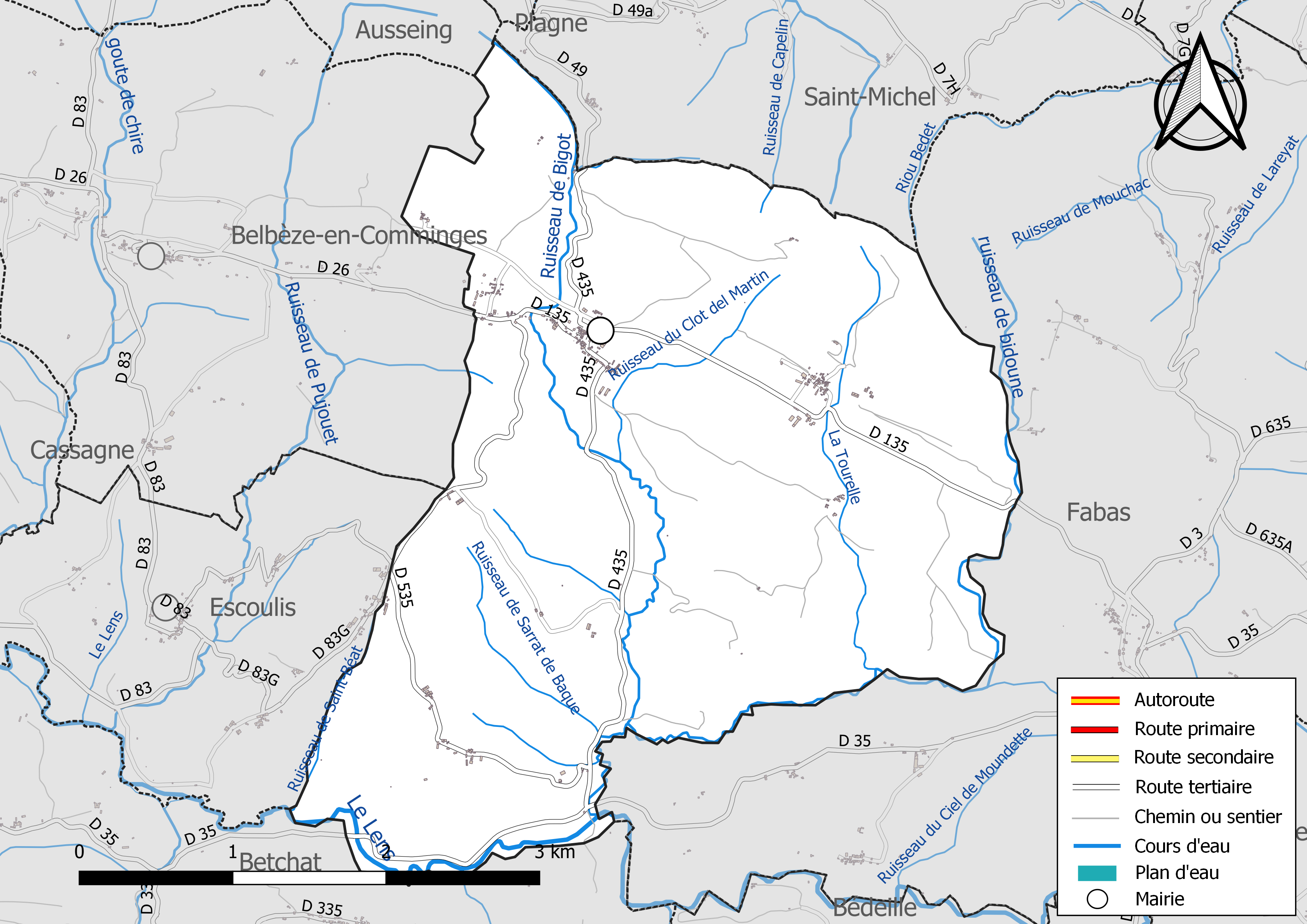
Réseaux hydrographique et routier de Cérizols.

La commune est dans le bassin versant de la Garonne, au sein du bassin hydrographique Adour-Garonne. Elle est drainée par le Lens, le ruisseau de bidoune, le ruisseau de Bigot, la Tourelle, le ruisseau de Capelin, le ruisseau de Saint-Béat, le ruisseau de Sarrat de Baque, le ruisseau du Clot del Martin, le ruisseau Goutè de Prades, le ruisseau Goutè du Grangé et par divers petits cours d'eau, constituant un réseau hydrographique de 21 km de longueur totale,.
Le Lens, d'une longueur totale de 25,6 km, prend sa source dans la commune de Lasserre et s'écoule d'est en ouest. Il traverse la commune et se jette dans le Salat à Mazères-sur-Salat, après avoir traversé 10 communes.

### Climat
Pour des articles plus généraux, voir Climat de l'Occitanie et Climat de l'Ariège.
En 2010, le climat de la commune est de type climat océanique altéré, selon une étude s'appuyant sur une série de données couvrant la période 1971-2000. En 2020, Météo-France publie une typologie des climats de la France métropolitaine dans laquelle la commune est exposée à un climat de montagne et est dans la région climatique Pyrénées centrales, caractérisée par une pluviométrie annuelle de 1 000 à 1 200 mm.
Pour la période 1971-2000, la température annuelle moyenne est de 12,3 °C, avec une amplitude thermique annuelle de 14,8 °C. Le cumul annuel moyen de précipitations est de 908 mm, avec 9,8 jours de précipitations en janvier et 6,6 jours en juillet. Pour la période 1991-2020, la température moyenne annuelle observée sur la station météorologique installée sur la commune est de 12,3 °C et le cumul annuel moyen de précipitations est de 976,4 mm,. Pour l'avenir, les paramètres climatiques de la commune estimés pour 2050 selon différents scénarios d'émission de gaz à effet de serre sont consultables sur un site dédié publié par Météo-France en novembre 2022.
| Mois                                  | jan.           | fév.           | mars         | avril         | mai           | juin        | jui.           | août           | sep.        | oct.          | nov.             | déc.           | année     |
| ------------------------------------- | -------------- | -------------- | ------------ | ------------- | ------------- | ----------- | -------------- | -------------- | ----------- | ------------- | ---------------- | -------------- | --------- |
| Température minimale moyenne (°C)     | −0,3           | 0,1            | 2,3          | 4,8           | 8,6           | 12,1        | 14,1           | 14             | 10,5        | 7,4           | 3                | 0,3            | 6,4       |
| Température moyenne (°C)              | 5              | 5,7            | 8,5          | 10,9          | 14,5          | 18,1        | 20,3           | 20,4           | 17,1        | 13,4          | 8,3              | 5,7            | 12,3      |
| Température maximale moyenne (°C)     | 10,2           | 11,3           | 14,6         | 16,9          | 20,3          | 24          | 26,4           | 26,9           | 23,6        | 19,4          | 13,6             | 11             | 18,2      |
| Record de froid (°C) date du record   | −20 16.01.1985 | −15,1 09.02.12 | −12 01.03.05 | −4,5 05.04.22 | −1,4 06.05.19 | 2 01.06.06  | 5,5 05.07.1984 | 3,2 29.08.1998 | 0 26.09.02  | −4,7 16.10.09 | −11,2 23.11.1988 | −13,5 25.12.01 | −20 1985  |
| Record de chaleur (°C) date du record | 22,5 01.01.22  | 24,2 27.02.19  | 28 24.03.01  | 29,5 30.04.05 | 32 30.05.01   | 38 29.06.19 | 38 27.07.20    | 39,9 24.08.23  | 35 05.09.06 | 33,8 07.10.09 | 26,7 08.11.1985  | 26 16.12.1989  | 39,9 2023 |
| Précipitations (mm)                   | 82,7           | 69,8           | 72,6         | 108,4         | 105,9         | 83,5        | 67,7           | 64,7           | 65,8        | 75,6          | 100,8            | 78,9           | 976,4     |

### Milieux naturels et biodiversité

#### Espaces protégés
La protection réglementaire est le mode d’intervention le plus fort pour préserver des espaces naturels remarquables et leur biodiversité associée,.
La commune fait partie du parc naturel régional des Pyrénées ariégeoises, créé en 2009 et d'une superficie de 245 973 ha, qui s'étend sur 138 communes du département. Ce territoire unit les plus hauts sommets aux frontières de l’Andorre et de l’Espagne (la Pique d'Estats, le mont Valier, etc) et les plus hautes vallées des avants-monts, jusqu’aux plissements du Plantaurel.

#### Zones naturelles d'intérêt écologique, faunistique et floristique
L’inventaire des zones naturelles d'intérêt écologique, faunistique et floristique (ZNIEFF) a pour objectif de réaliser une couverture des zones les plus intéressantes sur le plan écologique, essentiellement dans la perspective d’améliorer la connaissance du patrimoine naturel national et de fournir aux différents décideurs un outil d’aide à la prise en compte de l’environnement dans l’aménagement du territoire.
Deux ZNIEFF de type 1 sont recensées sur la commune :
« le Salat et le Lens » (712 ha), couvrant 32 communes dont 21 dans l'Ariège et 11 dans la Haute-Garonne, et 
les « quères des Petites Pyrénées (partie sud) » (3 539 ha), couvrant 24 communes dont 10 dans l'Ariège et 14 dans la Haute-Garonne
et une ZNIEFF de type 2, : 
les « Petites Pyrénées en rive droite de la Garonne » (12 847 ha), couvrant 20 communes dont 8 dans l'Ariège et 12 dans la Haute-Garonne.

Carte des ZNIEFF de type 1 et 2 à Cérizols.
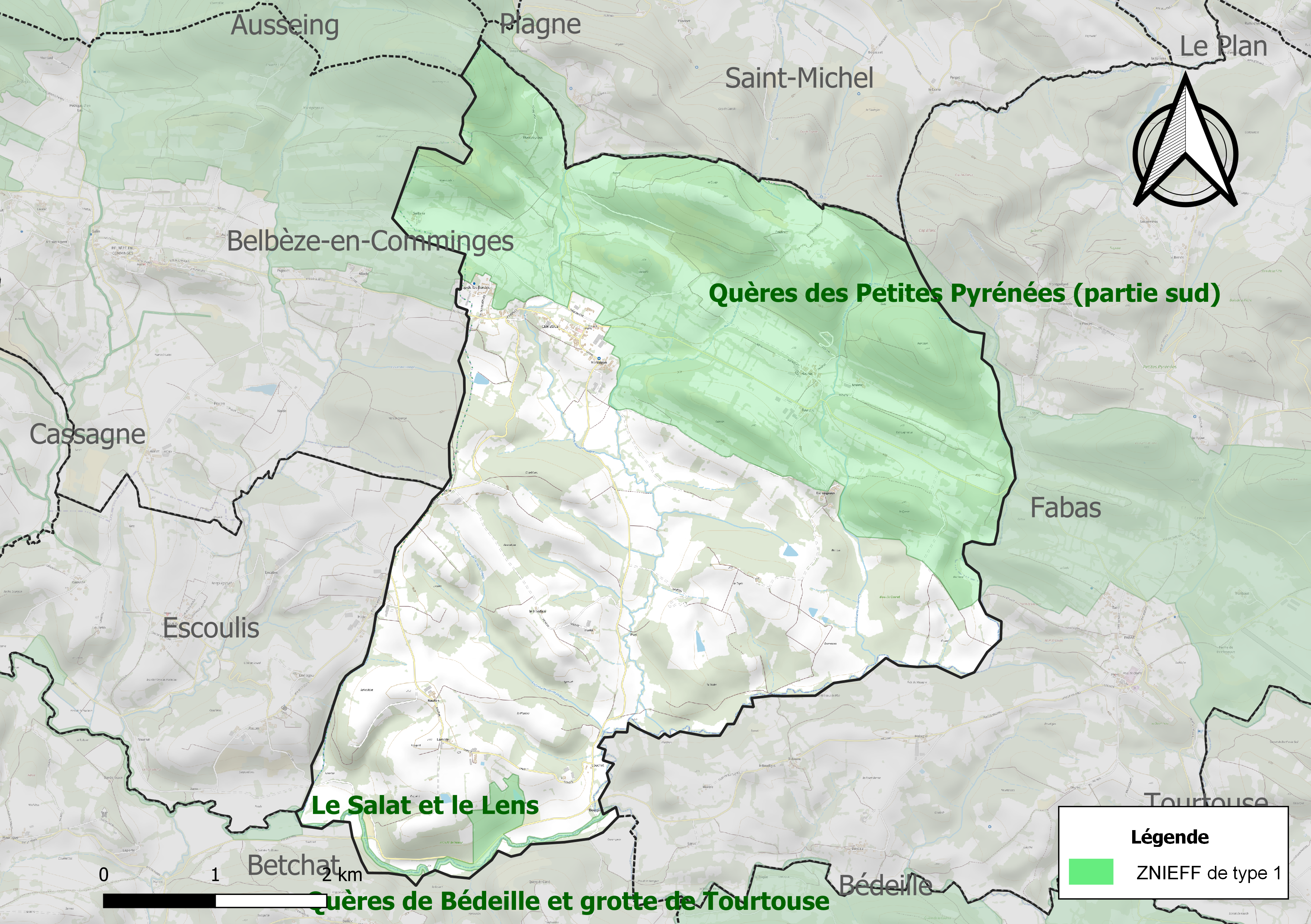
Carte des ZNIEFF de type 1 sur la commune.
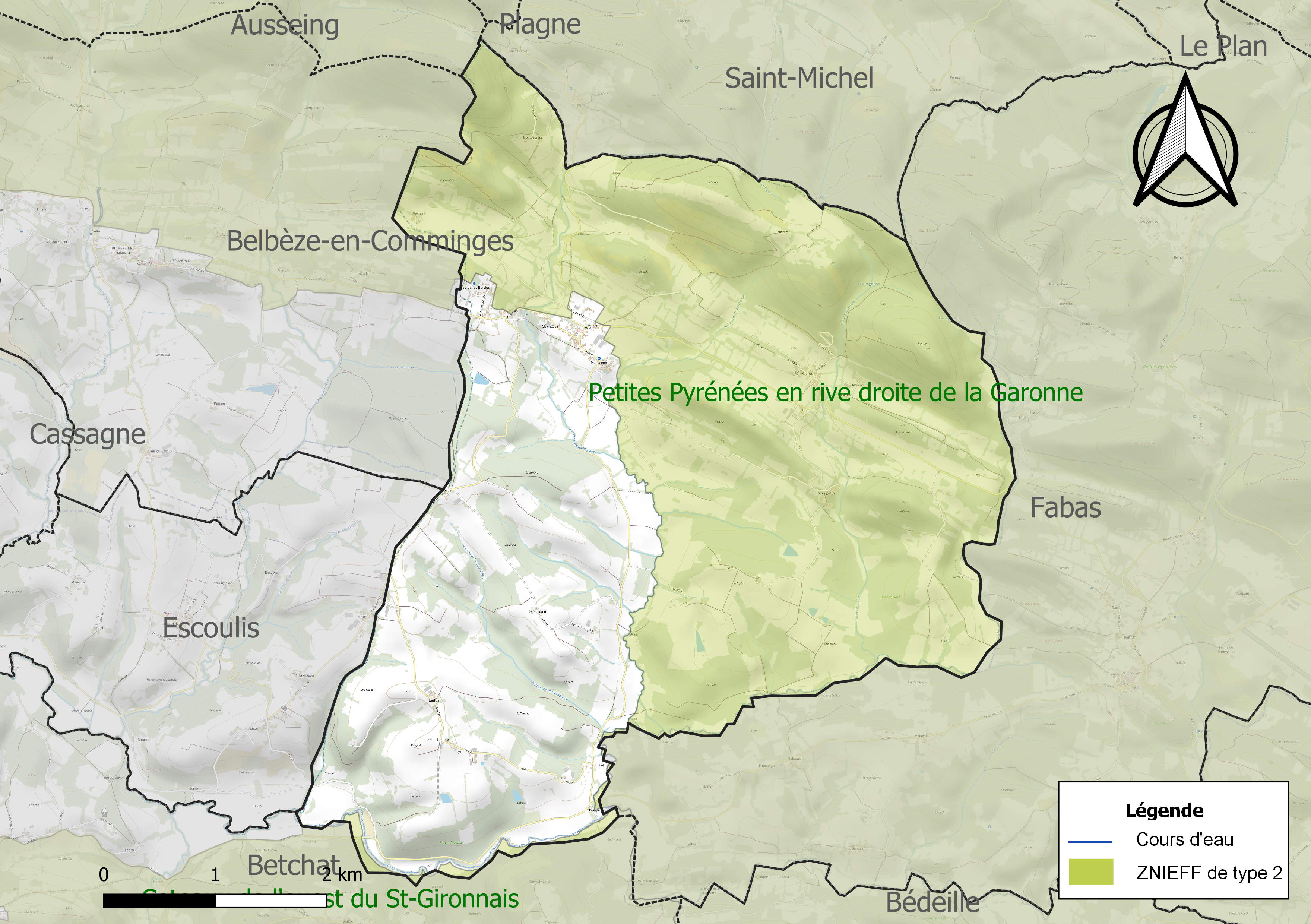
Carte de la ZNIEFF de type 2 sur la commune.

## Urbanisme

### Typologie
Au 1er janvier 2024, Cérizols est catégorisée commune rurale à habitat très dispersé, selon la nouvelle grille communale de densité à 7 niveaux définie par l'Insee en 2022.
Elle est située hors unité urbaine et hors attraction des villes,.

### Occupation des sols
L'occupation des sols de la commune, telle qu'elle ressort de la base de données européenne d’occupation biophysique des sols Corine Land Cover (CLC), est marquée par l'importance des territoires agricoles (61,7 % en 2018), une proportion identique à celle de 1990 (61,7 %). La répartition détaillée en 2018 est la suivante : 
zones agricoles hétérogènes (38,9 %), forêts (31,6 %), prairies (22,7 %), milieux à végétation arbustive et/ou herbacée (6,7 %). L'évolution de l’occupation des sols de la commune et de ses infrastructures peut être observée sur les différentes représentations cartographiques du territoire : la carte de Cassini (XVIIIe siècle), la carte d'état-major (1820-1866) et les cartes ou photos aériennes de l'IGN pour la période actuelle (1950 à aujourd'hui).

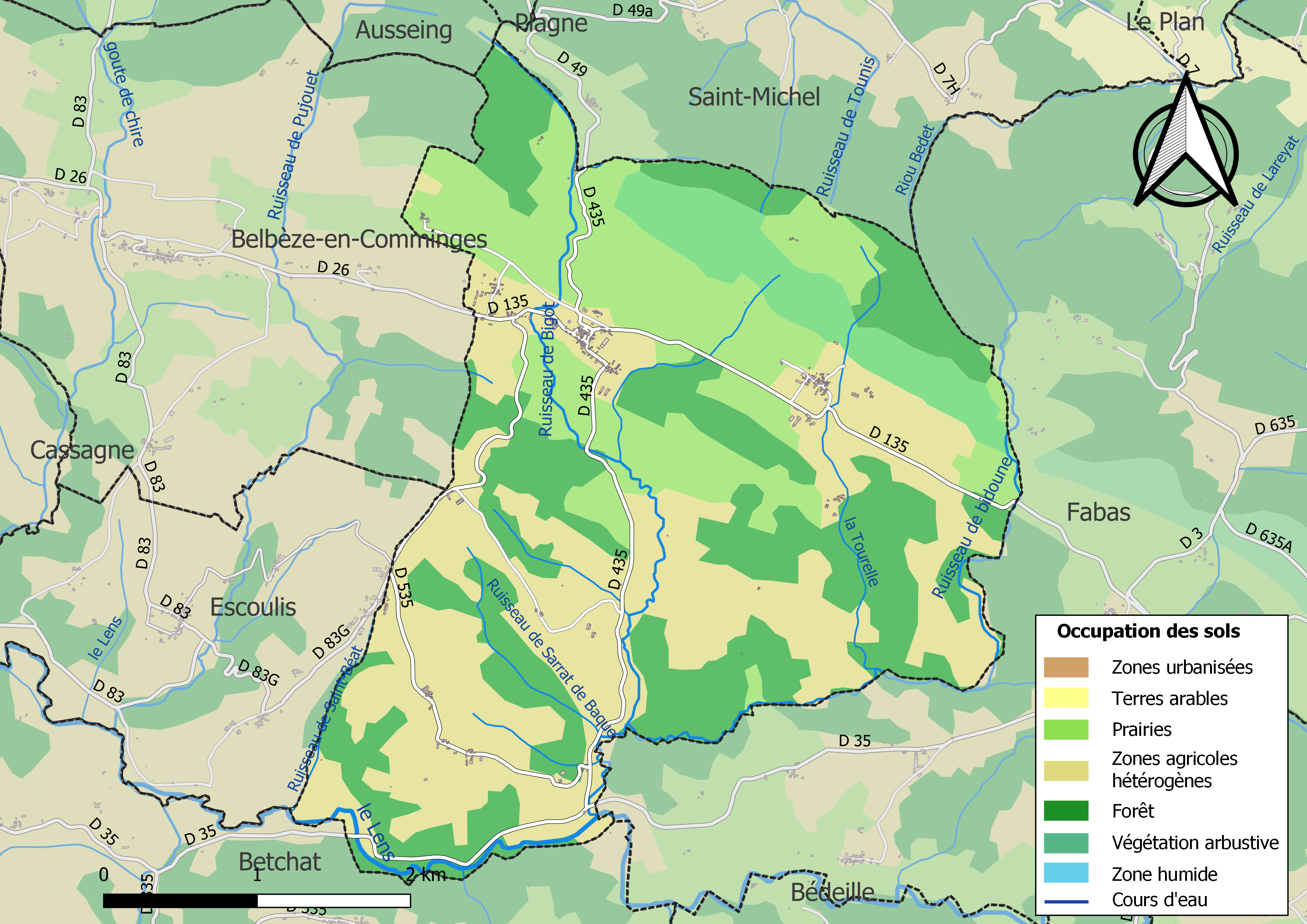
Carte des infrastructures et de l'occupation des sols de la commune en 2018 (CLC).

### Habitat et logement
En 2018, le nombre total de logements dans la commune était de 93, alors qu'il était de 91 en 2013 et de 92 en 2008.
Parmi ces logements, 70,8 % étaient des résidences principales, 17,3 % des résidences secondaires et 11,9 % des logements vacants. Ces logements étaient pour 100 % d'entre eux des maisons individuelles et pour 0 % des appartements.
Le tableau ci-dessous présente la typologie des logements à Cérizols en 2018 en comparaison avec celle de l'Ariège et de la France entière. Une caractéristique marquante du parc de logements est ainsi une proportion de résidences secondaires et logements occasionnels (17,3 %) inférieure à celle du département (24,6 %) mais supérieure à celle de la France entière (9,7 %). Concernant le statut d'occupation de ces logements, 89,7 % des habitants de la commune sont propriétaires de leur logement (95,5 % en 2013), contre 66,3 % pour l'Ariège et 57,5 % pour la France entière.
| Typologie                                               | Cérizols | Ariège | France entière |
| ------------------------------------------------------- | -------- | ------ | -------------- |
| Résidences principales (en %)                           | 70,8     | 65,7   | 82,1           |
| Résidences secondaires et logements occasionnels (en %) | 17,3     | 24,6   | 9,7            |
| Logements vacants (en %)                                | 11,9     | 9,7    | 8,2            |

### Voies de communication et transports
Accès avec les routes départementales D 435, D 535 et D 135.

### Risques majeurs

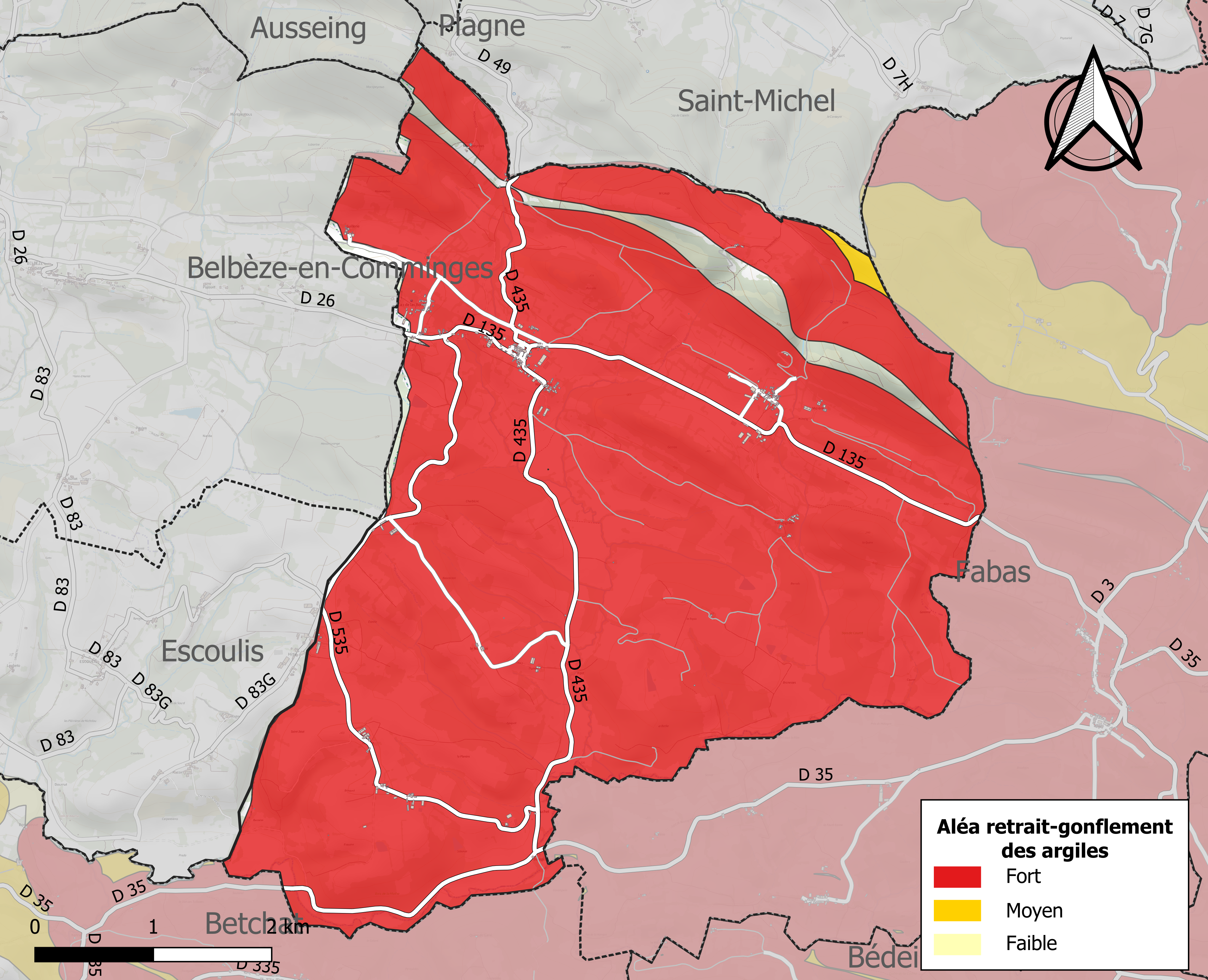
Zonage de l'aléa retrait-gonflement des argiles sur la commune de Cérizols.

Le territoire de la commune de Cérizols est vulnérable à différents aléas naturels : inondations, climatiques (grand froid ou canicule), feux de forêts, mouvements de terrains et séisme (sismicité modérée),.
Certaines parties du territoire communal sont susceptibles d’être affectées par le risque d’inondation par crue torrentielle d'un cours d'eau, ou ruissellement d'un versant.
Les mouvements de terrains susceptibles de se produire sur la commune sont soit des chutes de blocs, soit des glissements de terrains, soit des effondrements liés à des cavités souterraines, soit des mouvements liés au retrait-gonflement des argiles. Près de 50 % de la superficie du département est concernée par l'aléa retrait-gonflement des argiles, dont la commune de Cérizols. L'inventaire national des cavités souterraines permet par ailleurs de localiser celles situées sur la commune.

## Histoire
Des fours à chaux fonctionnaient sur la commune au début du XXe siècle.

## Politique et administration

### Découpage territorial
La commune de Cérizols est membre de la communauté de communes Couserans-Pyrénées, un établissement public de coopération intercommunale (EPCI) à fiscalité propre créé le 18 novembre 2016 dont le siège est à Saint-Lizier. Ce dernier est par ailleurs membre d'autres groupements intercommunaux.
Sur le plan administratif, elle est rattachée à l'arrondissement de Saint-Girons, au département de l'Ariège, en tant que circonscription administrative de l'État, et à la région Occitanie.
Sur le plan électoral, elle dépend du canton des Portes du Couserans pour l'élection des conseillers départementaux, depuis le redécoupage cantonal de 2014 entré en vigueur en 2015, et de la deuxième circonscription de l'Ariège  pour les élections législatives, depuis le redécoupage électoral de 1986.

### Administration municipale
Le nombre d'habitants au recensement de 2011 étant compris entre 100 et 499, le nombre de membres du conseil municipal pour l'élection de 2014 est de onze,.

### Liste des maires
| Période                                  | Période  | Identité          | Étiquette | Qualité     |
| ---------------------------------------- | -------- | ----------------- | --------- | ----------- |
| mars 2001                                | 2014     | Raoul Touffine    |           | Agriculteur |
| mars 2014                                | 2016     | Serge Lagerle     | SE        | Agriculteur |
| 2016                                     | En cours | Marie-Léone Blain |           |             |
| Les données manquantes sont à compléter. |          |                   |           |             |

## Population et société

### Démographie
L'évolution du nombre d'habitants est connue à travers les recensements de la population effectués dans la commune depuis 1793. Pour les communes de moins de 10 000 habitants, une enquête de recensement portant sur toute la population est réalisée tous les cinq ans, les populations de référence des années intermédiaires étant quant à elles estimées par interpolation ou extrapolation. Pour la commune, le premier recensement exhaustif entrant dans le cadre du nouveau dispositif a été réalisé en 2006.

En 2022, la commune comptait 140 habitants, en évolution de −2,1 % par rapport à 2016 (Ariège : +1,48 %, France hors Mayotte : +2,11 %).
| 1793 | 1800 | 1806 | 1821 | 1831 | 1836 | 1841 | 1846 | 1851 |
| ---- | ---- | ---- | ---- | ---- | ---- | ---- | ---- | ---- |
| 625  | 615  | 653  | 701  | 890  | 866  | 784  | 840  | 836  |

| 1856 | 1861 | 1866 | 1872 | 1876 | 1881 | 1886 | 1891 | 1896 |
| ---- | ---- | ---- | ---- | ---- | ---- | ---- | ---- | ---- |
| 708  | 660  | 660  | 654  | 617  | 549  | 523  | 503  | 509  |

| 1901 | 1906 | 1911 | 1921 | 1926 | 1931 | 1936 | 1946 | 1954 |
| ---- | ---- | ---- | ---- | ---- | ---- | ---- | ---- | ---- |
| 462  | 455  | 407  | 341  | 326  | 301  | 291  | 297  | 254  |

| 1962 | 1968 | 1975 | 1982 | 1990 | 1999 | 2006 | 2011 | 2016 |
| ---- | ---- | ---- | ---- | ---- | ---- | ---- | ---- | ---- |
| 206  | 190  | 175  | 156  | 145  | 138  | 154  | 155  | 143  |

| 2021 | 2022 | - | - | - | - | - | - | - |
| ---- | ---- | - | - | - | - | - | - | - |
| 139  | 140  | - | - | - | - | - | - | - |

| selon la population municipale des années : | 1968 | 1975 | 1982 | 1990 | 1999 | 2006 | 2009 | 2013 |
| Rang de la commune dans le département      | 179  | 117  | 172  | 175  | 185  | 171  | 180  | 178  |
| Nombre de communes du département           | 340  | 328  | 330  | 332  | 332  | 332  | 332  | 332  |

### Enseignement
Cérizols fait partie de l'académie de Toulouse.

### Activités sportives
Chasse, randonnée,

## Économie

### Emploi
| Division       | 2008  | 2013   | 2018   |
| -------------- | ----- | ------ | ------ |
| Commune        | 4,7 % | 4,4 %  | 14 %   |
| Département    | 8,9 % | 11,1 % | 11,2 % |
| France entière | 8,3 % | 10 %   | 10 %   |

En 2018, la population âgée de 15 à 64 ans s'élève à 77 personnes, parmi lesquelles on compte 76 % d'actifs (62 % ayant un emploi et 14 % de chômeurs) et 24 % d'inactifs,. En  2018, le taux de chômage communal (au sens du recensement) des 15-64 ans est supérieur à celui du département et de la France, alors qu'en 2008 la situation était inverse.
La commune est hors attraction des villes,. Elle compte 22 emplois en 2018, contre 25 en 2013 et 21 en 2008. Le nombre d'actifs ayant un emploi résidant dans la commune est de 51, soit un indicateur de concentration d'emploi de 44,3 % et un taux d'activité parmi les 15 ans ou plus de 48,5 %.
Sur ces 51 actifs de 15 ans ou plus ayant un emploi, 17 travaillent dans la commune, soit 33 % des habitants. Pour se rendre au travail, 75 % des habitants utilisent un véhicule personnel ou de fonction à quatre roues, 3,8 % les transports en commun, 3,8 % s'y rendent en deux-roues, à vélo ou à pied et 17,3 % n'ont pas besoin de transport (travail au domicile).

### Activités hors agriculture
7 établissements sont implantés  à Cérizols au 31 décembre 2019.
Le secteur de la construction est prépondérant sur la commune puisqu'il représente 42,9 % du nombre total d'établissements de la commune (3 sur les 7 entreprises implantées  à Cérizols), contre 14,2 % au niveau départemental.

### Agriculture
La commune fait partie de la petite région agricole dénommée « Coteaux de l'Ariège ». En 2010, l'orientation technico-économique de l'agriculture  sur la commune est l'élevage de bovins, lait, élevage et viande combinés.
|                                   | 1988 | 2000 | 2010 |
| --------------------------------- | ---- | ---- | ---- |
| Exploitations                     | 27   | 19   | 18   |
| Superficie agricole utilisée (ha) | 759  | 884  | 977  |

Le nombre d'exploitations agricoles en activité et ayant leur siège dans la commune est passé de 27 lors du recensement agricole de 1988 à 19 en 2000 puis à 18 en 2010, soit une baisse de 33 % en 22 ans. Le même mouvement est observé à l'échelle du département qui a perdu pendant cette période 48 % de ses exploitations. La surface agricole utilisée sur la commune a quant à elle augmenté, passant de 759 ha en 1988 à 977 ha en 2010. Parallèlement la surface agricole utilisée moyenne par exploitation a augmenté, passant de 28 à 54 ha.

## Culture locale et patrimoine

### Lieux et monuments
- Église Saint-Blaise, avec un clocher-mur.
- Au lieudit « Tres Peyros » se trouvent trois grosses pierres marquant la limite entre les anciens diocèses de Couserans, de Comminges et de Rieux. Une légende prétend que la fin du monde surviendra quand les trois pierres se souderont[57].

## Pour approfondir